# Doły (Silésie)
Pour les articles homonymes, voir Doły.
Doły (prononciation : [ˈdɔwɨ]) est une localité polonaise de la gmina de Boronów, située dans le powiat de Lubliniec en voïvodie de Silésie.